# Cieśnina Sundajska

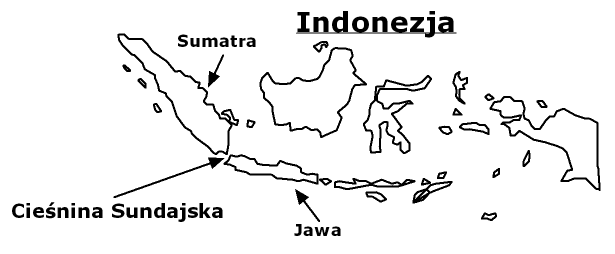
Cieśnina Sundajska

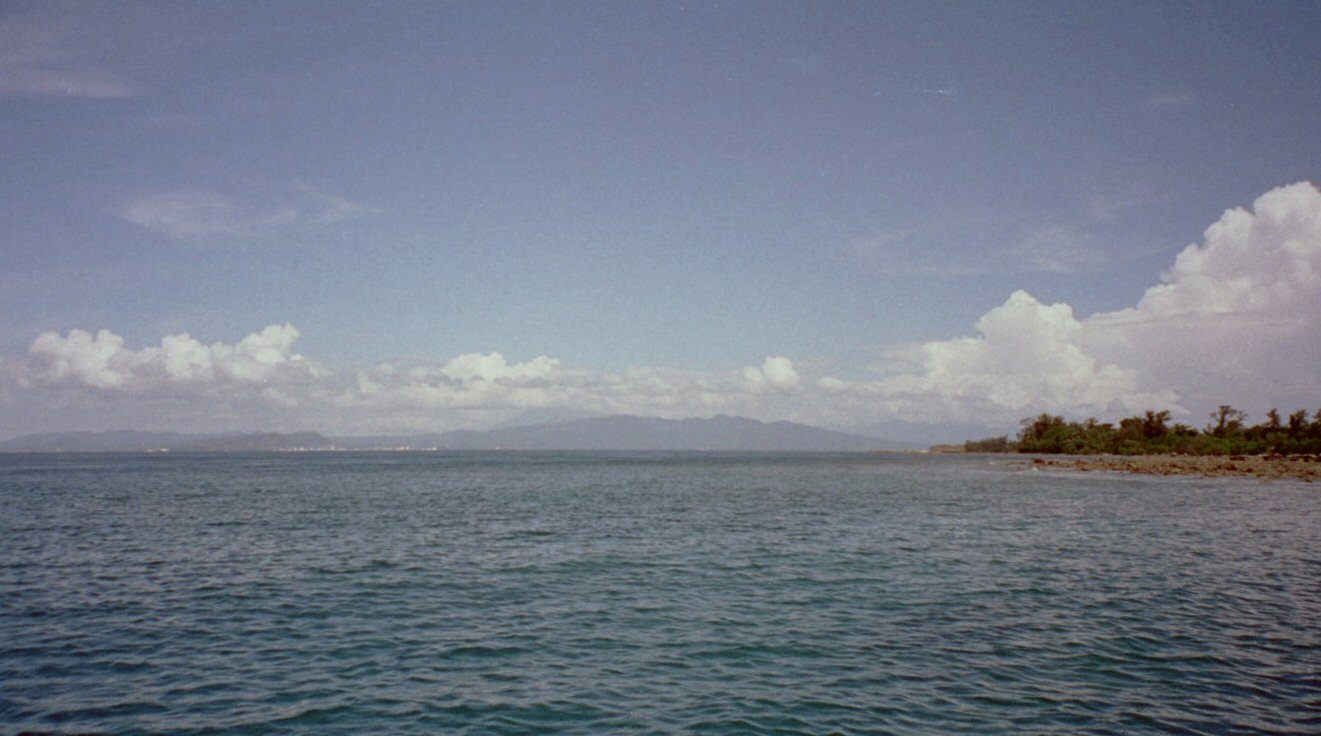
Cieśnina Sundajska

Cieśnina Sundajska, Sunda (indonez. Selat Sunda) – cieśnina morska między zachodnią Jawą i wschodnią Sumatrą w Indonezji. Za jej pośrednictwem Morze Jawajskie łączy się Oceanem Indyjskim. 
Podstawowe dane:
- długość: ok. 125 km
- szerokość: 22–112 km
- głębokość: 50–1080 m

W południowej części cieśniny znajduje się pozostałość stożka wulkanu Krakatau rozerwanego przez potężną erupcję w roku 1883.